# David Andersson (orienterare)
David Andersson, född 25 december 1981, är en svensk orienterare som tävlar för IFK Lidingö SOK. Han vann stafetten i EM 2006.
Andersson bor i Mellbystrand och driver tillsammans med sin fru Elisabeth Hansson Trailrunning Sweden.